# Автомагистрала „Русе – Велико Търново“
Автомагистрала „Русе – Велико Търново“ е автомагистрала в строеж в Северна България.
Планирана е да започва от бъдещ мост над река Дунав и да свързва градовете Русе и Велико Търново. Магистралата ще дублира републикански път I-5 и по нея ще преминава Европейски път Е85. Ще бъде част от Паневропейски транспортен коридор 9.
Общата планирана дължина на автомагистрала „Русе – Велико Търново“ е 132,84 km, като към март 2025 г. са изградени 0 km, а в строеж са 35 km.

## Име
Магистралата все още няма избрано име. Крайните точки на магистралата са причината разговорно да се е наложило името „АМ „Русе – Велико Търново“.

## Планирани изходи
| Изход | Име            | km    | Дестинация                | Платна | Забележка              |
| ----- | -------------- | ----- | ------------------------- | ------ | ---------------------- |
|       | Дунав мост 3   | 0     | Румъния, Гюргево, Букурещ |        | Планиран               |
|       |                | 0,6   | Русе, Силистра, ИМТ Русе  |        | Отчуждителни процедури |
|       |                | 6,5   | Русе, Николово            |        | Отчуждителни процедури |
|       |                | 14,6  | Русе, Разград             |        | Отчуждителни процедури |
|       |                | 23,3  | Басарбово, Иваново        |        | Отчуждителни процедури |
|       |                | 28    | Иваново                   |        | Отчуждителни процедури |
|       |                | 40,1  | Русе, Бяла                |        | Отчуждителни процедури |
|       | Обретеник      | 44,6  | Обретеник, Горно Абланово |        | В строеж               |
|       | Ценово         | 61,7  | Бяла, Вардим              |        | В строеж               |
|       | Гара Бяла      | 68,6  | Бяла                      |        | В строеж               |
|       | Пейчиново      | 75,3  | Бяла, Плевен              |        | В строеж               |
|       |                | 82,2  | Полски Тръмбеш, Свищов    |        | Избор на изпълнител    |
|       |                | 89,7  | Полски Тръмбеш, Павликени |        | Избор на изпълнител    |
|       |                | 93,8  | Самоводене, Алеково       |        | Избор на изпълнител    |
|       |                | 102,8 | София, Варна              |        | Избор на изпълнител    |
|       |                | 111,7 | Павликени, Самоводене     |        | Избор на изпълнител    |
|       |                | 120   | Велико Търново, Севлиево  |        | Избор на изпълнител    |
|       | Тунел (725 m)  | 122,4 |                           |        | Избор на изпълнител    |
|       | Тунел (1364 m) | 125,8 |                           |        | Избор на изпълнител    |
|       |                | 132,4 | Русе, Маказа              |        | Избор на изпълнител    |

## Планиране
Първоначалните планове са по трасето да се строи скоростен път, но през февруари 2015 г. е решено да бъде проектирана автомагистрала.
Основните технически параметри на пътя са: проектна скорост 120 km/h; пътен габарит А-27 и товароносимост на пътната настилка 11,5 т/ос.
- На 27 март 2015 г. АПИ обявява обществена поръчка за изработване на идеен проект на магистралата.[4] Индикативната стойност на поръчката е 1 250 000 лв. без ДДС. Срокът за изпълнение е 240 дни.[5]

- На 22 май 2015 г. са отворени офертите на 11 кандидати.[6]

- На 14 август 2015 г. са отворени и ценовите оферти, като най-ниска цена предлага „Виа План“ ЕООД – 624 000 лв. с ДДС,[7] но предложената цена е с 20% по-ниска от средната, а дружеството не успява да я обоснове и е отстранено от процедурата.
- На 27 август 2015 г. за изпълнител за изработване на идеен проект е избрано „Инжконсултпроект“ ООД с цена 696 хиляди лв. без ДДС.[8]

- На 13 октомври 2015 г. е подписан договор за „Изработване на идеен проект за АМ „Русе – Велико Търново“ с фирма „Инжконсултпроект“ ООД на стойност 696 000,00 лв. без ДДС

- На 19 февруари 2016 г. е подписан договор за „Изготвяне на Доклад за ОВОС“ с фирма „Данго Проект Консулт“ ЕООД на стойност 109 999.20 лв. без ДДС.

- На 19 август 2016 г. е подписан договор за „Изработване на проект за подробен устройствен план – парцеларен план за обект: „Русе – Велико Търново“, участъци „Русе – Бяла“ и „Обхода на гр. Бяла“ с фирма „Инжконсултпроект“ ООД на стойност 30 800 лв. без ДДС

- На 23 април 2019 г. е открита обществена поръчка с предмет „Издирване на археологически обекти по трасето на инфраструктурен проект „Автомагистрала „Русе – Велико Търново“
- На 11 октомври 2019 г. е подписан договор за „Издирване на археологически обекти по трасето на инфраструктурен проект „Автомагистрала „Русе – Велико Търново“ с „Национален археологически институт с музей при БАН“ на стойност 82 717 лв. без ДДС.
- На 14 септември 2022 г. магистралата е обявена за обект от национално значение, с което се цели по-бързото реализиране на проекта.[9]

Планираната дължина на автомагистрала „Русе – Велико Търново“ е около 133 km, като е одобрен комбинираният вариант, който дублира първокласен път І-5. Автомагистралата ще започва при град Мартен в близост до Русе и евентуален бъдещ Дунав Мост 3, и ще свършва при Дебелец, южно от Велико Търново.

## Строителство
Строителството на магистралата е разделено в две отделни процедури, всяка от тях с отделни обособени позиции за отделните подучастъци.

### Русе - Бяла
- На 8 декември 2020 г. е обявена обществена поръчка за „Определяне на изпълнител на проектиране (изготвяне на технически проект) и строителство на обект: Автомагистрала „Русе – Велико Търново“ от km 0+400 до km 76+040 по две обособени позиции“. [10]
  - Обособена позиция № 1: Участък „Русе – Бяла“ от km 0+400 до km 40+640 с прогнозна стойност 536 391 000 лв. без ДДС.
  - Обособена позиция № 2: Обход на гр. Бяла от km 40+640 до km 76+040 с прогнозна стойност 446 349 000 лв. без ДДС.

- На 2 март 2021 г. е обявена обществена поръчка за провеждане на одит по пътна безопасност на проект: „АМ „Русе - Велико Търново“ на етап идеен проект със следните участъци: Участък № 1 от km 0+400 до km 40+640; Участък № 2 от km 40+640 до km 76+040 и Участък № 3 от km 76+040 до km 133+240“[11]

- На 15 септември 2021 г. е сключен договор с ВИА-ПЛАН ЕООД по горната процедура.

- На 26 май 2022 г. са отворени ценовите оферти за изработване на технически проекти и строителството на първите 75,6 km от автомагистралата „Русе – Велико Търново“ в участъци 1 и 2.[12]

#### Участък „Русе – Бяла“ от km 0+400 до km 40+640
- На 22 януари 2021 г. в деловодството на АПИ са отворени 4 оферти за Обособена позиция № 1.

- На 18 октомври 2022 г. е подписан договор за проектиране и строителство на участък 1 с избраното обединение „ДЗЗД ХЕМУС-16320“. Стойността на договора е 876 525 100 лв. без ДДС, а крайната дата – 7 август 2028 г.[10]

- На 24 декември 2022 г. е подписан договор за строителен надзор за участъка с избраното обединение „ТРАФИК ХОЛДИНГ“ ЕООД“ на стойност 12 739 286 лв. без ДДС и крайна дата – 4 декември 2028 г.[13]

#### Обход на гр. Бяла от km 40+640 до km 76+040
- На 22 януари 2021 г. в деловодството на АПИ са отворени 5 оферти за Обособена позиция № 2.

- На 7 ноември 2022 г. е подписан договор за проектиране и строителство на участък 2 с избраното обединение „ДЗЗД „АМ „РУСЕ – ТЪРНОВО“. Стойността на договора е 660 425 563 лв. без ДДС, а крайната дата - 23 октомври 2027 г.[10]

- На 24 декември 2022 г. е подписан договор за строителен надзор за участъка с избраното обединение „ТРАФИК ХОЛДИНГ“ ЕООД“ на стойност 10 823 963 лв. без ДДС с крайна дата 28 януари 2028 г.[14]

- На 14 ноември 2023 г. е издадено разрешение за строеж МРРБ № РС-85/14.11.2023 г. от km 61+140 до km 69+040.[15]

- На 3 декември 2023 г. е направена първа копка на участъкът от лот 2 с издадено по-рано РС.[16]

- На 9 юни 2025 г. е издадено разрешение за строеж МРРБ № РС-41 от 09.06.2025 г. за участъци от км 40+640 до км 61+140 и от км 69+040 до км 76+040.[17]

### Бяла - Велико Търново
- На 18 март 2025 г. е обявена обществена поръчка за проектиране (изготвяне на технически проект и ПУП-ПП) и строителство на обект: „Автомагистрала „Русе - Велико Търново“ Участък „Бяла – Велико Търново“, по три обособени позиции: Обособена позиция № 1: Подучастък № 1: от км 76+040 до пресичането с АМ „Хемус“ Обособена позиция № 2: Подучастък № 2 от пресичане с АМ „Хемус“ чрез пътен възел до пресичане с път I-4 чрез пътен възел Обособена позиция № 3: Подучастък № 3 от пресичането с път I-4 до пресичането с път II-55 чрез пътен възел.[18]
- На 2 юни 2025 г. в деловодството на АПИ са отворени 3 подадени оферти за инженеринг на подучастък № 1, 4 оферти за подучастък № 2 и 5 оферти за подучастък № 3.

## Финансиране
| Лот | Начало–Край           | Изпълнител | Строителен надзор                                                   | Дължина   | Стойност на проектирането, строителството и надзора | Цена на километър с ДДС |
| --- | --------------------- | --- | ------------------------------------------------------------------- | --------- | --------------------------------------------------- | ----------------------- |
| 1   | Русе - Две могили     | ИНФРА ЕКСПЕРТ АД, АВТОМАГИСТРАЛИ - ЧЕРНО МОРЕ АД, ПЪТИНЖЕНЕРИНГСТРОЙ-Т ЕАД, ТРАНСКОНСУЛТ-22 ЕООД                        | ТРАФИК ХОЛДИНГ ЕООД, СТРОЛ-1000 АД, ЕН АР КОНСУЛТ ЕООД, ДеНиДи ЕООД | 40,24 km  | 889 264 387 лв.                                     | 22 099 016 лв.          |
| 2   | Две могили - Бяла     | ЕВРОПЕЙСКИ ПЪТИЩА АД, Грома Холд ЕООД, ВОДНО СТРОИТЕЛСТВО - БЛАГОЕВГРАД АД, АВТОМАГИСТРАЛИ ХЕМУС АД, ПЪТПРОЕКТ 2000 ООД | ТРАФИК ХОЛДИНГ ЕООД, СТРОЛ-1000 АД, ЕН АР КОНСУЛТ ЕООД, ДеНиДи ЕООД | 35,4 km   | 671 249 526 лв.                                     | 18 961 851 лв.          |
| 3   | Бяла - АМ "Хемус"     | обществена поръчка в ход                                                                                                |                                                                     | 23,8 km   | 995 000 000 лв.                                     | 41 806 723 лв.          |
| 4   | АМ "Хемус" - път I-4  | обществена поръчка в ход                                                                                                |                                                                     | 20 km     | 991 000 000 лв.                                     | 49 550 000 лв.          |
| 5   | път I-4 - път II-55   | обществена поръчка в ход                                                                                                |                                                                     | 16,2 km   | 1 021 000 000 лв.                                   | 63 024 691 лв.          |
|     | Русе - Велико Търново | |                                                                     | 132,84 km | 4 567 513 913 лв.                                   | 34 383 574 лв.          |

* Сумите са актуални към 31.05.2025 г.

## Продължение
В проектобюджета на Република България за 2024г. са заложени средства за проектирането на продължението на автомагистралата, разделени на два обекта:
- Автомагистрала „Велико Търново – АМ „Марица“ с прогнозна дължина 126 km – 1 810 100лв.
- Скоростен път „АМ „Марица“ – ГКПП „Маказа“ с прогнозна дължина 94 km – 1 015 200лв.

Министърът на регионалното развитие и благоустройството Андрей Цеков също е споменавал в множество интервюта за удължаване на трасето поне до автомагистрала „Марица“.